# ام۸۰ زولجا
ام۸۰ زولجا (به انگلیسی: M80 Zolja) (صربی: Зоља؛ "wasp") یک نارنجک موشکی همراه، ضد تانک و هدایت شوند ۶۴ میلی‌متری است که در یوگسلاوی سابق طراحی شد. M80 Zolja هنوز در صربستان و در مقدونیه شمالی تولید می‌شود.

## شرح
M80 Zolja از پلاستیک‌های تقویت شده با الیاف ساخته شده و توسط فردی در برابر خودرو زره‌پوش رزمی یا استحکامات جنگی استفاده می‌شود.
M80 Zolja تک استفاده و توپ بدون لگد است که توسط عملیات ساده و بسیار سبک‌وزن و ویژگی مشخص می‌شود. پرتاب و کانتینر در یک واحد گنجانیده شده‌است. M80 Zolja هم از نظر ظاهری و هم از نظر عملکرد مشابه قانون M72 آمریکایی است.

## پرتاب کننده
پرتاپگر M80 Zolja تلسکوپی است که برای حمل و نقل راحت تر در نظر گرفته شده‌است. لانچرها از یک لوله جلو و عقب ساخته شده از پلاستیک تقویت شده با الیاف، مکانیزم شلیک، مناظر هدف جلو و عقب، یک دسته حمل، کلاهک‌های جلو و عقب برای بیرون نگه داشتن بقایا و زنجیر تشکیل شده‌است.

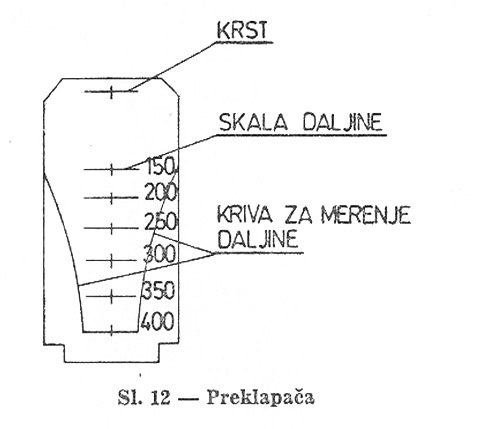
هدف از پرتاب RPG 64 میلی‌متر M80 "Zolja"

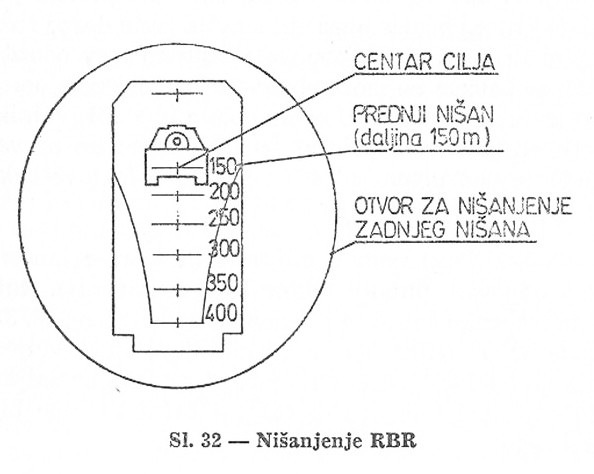
با هدف M80 "Zolja"

## موشک
موشک ضد تانک ۶۴ میلی‌متری در عقب پرتابگر قرار دارد. این موشک از یک کلاهک انفجاری، بال‌های تثبیت کننده و یک موشک سوخت جامد تشکیل شده‌است.
کلاهک M80 توانایی نفوذ به عمق ۳۰۰پمیلی متری از فولاد جامد در زاویه ۹۰ درجه را دارد. روی کلاهک جنگی ممکن است مجهز به ضربه و مکانیسم انفجار پیزوالکتریک باشد. مکانیسم خود تخریب نیز در موشک قرار دارد که اطمینان می‌دهد در صورت اصابت هدف در طی ۴ تا ۶ ثانیه پرواز موشک از بین می‌رود. پیشرانه موشک فقط در حالی که در لوله است شلیک می‌شود که موشک را به سرعت ۱۹۰ می‌رساند. این سرعت اطمینان می‌دهد که موشک در یک هدف ۲٫۵ متری به برد ۲۴۰ متر می‌رسد.

## عمل
پرتابگر در هر دو دست نگه داشته می‌شود. اپراتور درپوش‌های دو انتهای لانچر را باز می‌کند، قطعه لوله رو به جلو را با دست چپ محکم می‌گیرد و فرد پرتاب کننده با کشش سخت و سخت لوله پشتی را به بیرون می‌کشد. اگر لانچر با موفقیت کوک شده باشد، قطعه پشتی به داخل نمی‌لغزد. اپراتور موقعیت شلیک صحیحی را بدست می‌آورد، با در نظر گرفتن منطقه پرتابگر، از طریق مناظر کوهنوردی هدف را گرفته و ماشه را برای شلیک موشک فشار می‌دهد. پس از آن لوله خالی از بین می‌رود.

## استفاده
M80 به‌طور گسترده‌ای در جنگ‌های یوگسلاو و شورش در جمهوری مقدونیه مورد استفاده قرار گرفت. بسیاری از واحدها به دست غیرنظامیان ختم شد و در تعدادی از حوادث خشونت بار مورد استفاده قرار گرفته‌است. این سلاح همچنین توسط جرایم سازمان یافته استفاده شده‌است. یکی از این حوادث سو قصذی در نوامبر ۱۹۹۹ در مرکز شهر زاگرب بود، زمانی که قردی از این اسلحه برای هدف قرار دادن ماشین زرهی استفاده کرد و یک تماشاگر بی گناه را کشت. اعضای قبیله زمون در یک زمان فکر می‌کردند که از M80 برای حمله به موتور سیکلت نخست‌وزیر سابق صربستان زوران جینجیچ استفاده شده.

## مشخصات فنی

### پرتاب گر (لانچر)
- طول:
  - تمدید شده: ۱۲۰۰ میلی‌متر
  - بسته: ۸۰۰ میلی‌متر
- وزن:
  - با موشک: ۳ کیلوگرم.
  - بدون موشک: ۱٫۵۸ کیلوگرم.
- مکانیزم شلیک: کوبه ای.
- دید جلو: شبکه.
- دید عقب: چشمک زدن

### موشک
- کالیبر: ۶۴ میلی‌متر
- طول: ۶۶۴ میلی‌متر
- وزن: ۱٫۴۲ کیلوگرم
- سرعت پوزه: ۱۹۰ آماس
- حداقل برد (جنگ): ۱۰ متر
- حداکثر برد: ۱۲۸۰ متر (۳۳۰۰ متر) فوت)
- نفوذ: ۳۰۰ میلی‌متر

### حداکثر دامنه مؤثر
- هدف ثابت: ۲۲۰ متر

## اپراتورها

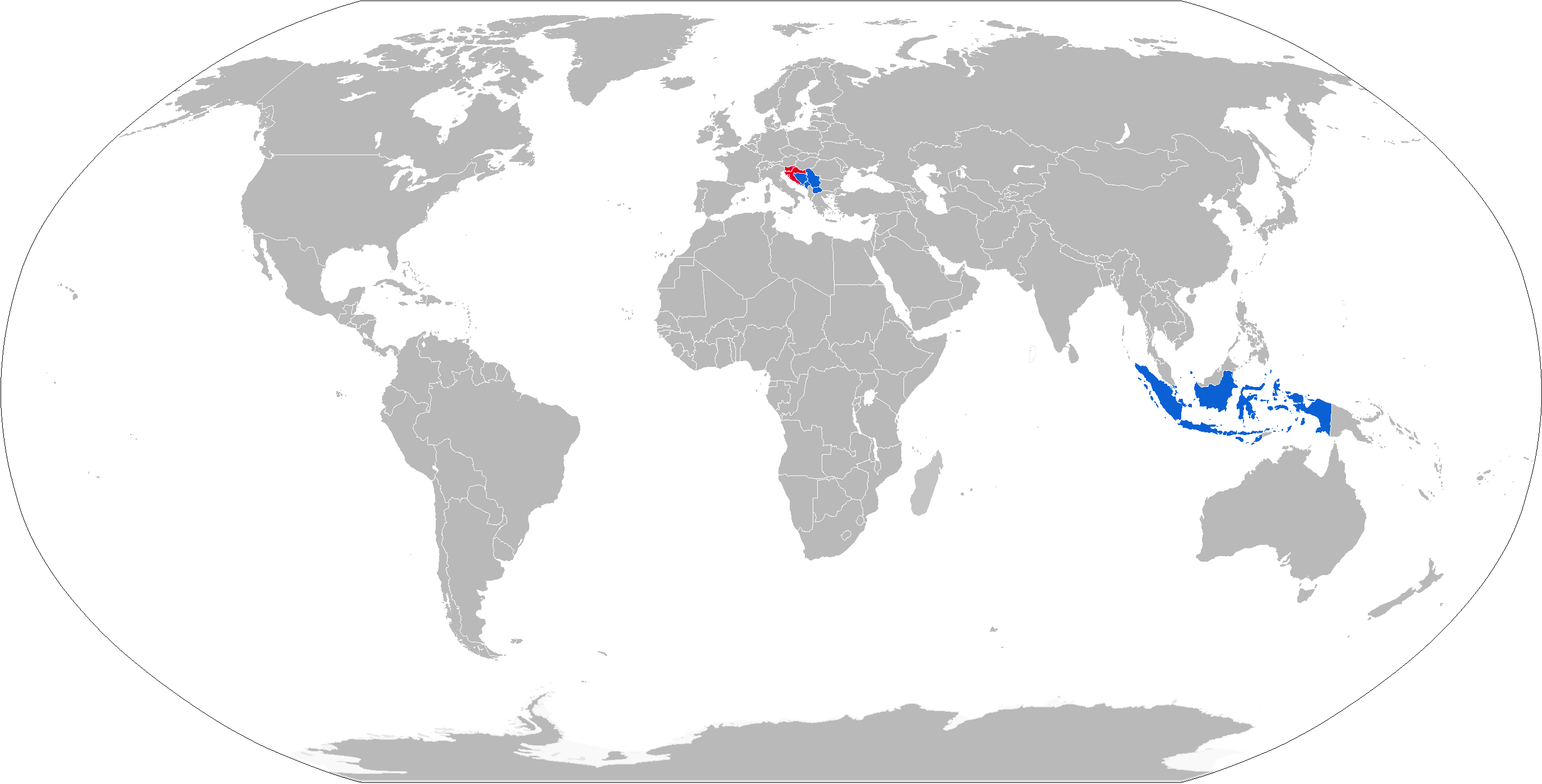
کشورهایی که از این اسلحه استفاده می‌کنند به رنگ آبی و کشورهایی که دیگر مورد استفاده قرار نمی‌دهند را با رنگ قرمز نشان داده شده‌است.

### استفاده‌کنندگان فعلی
- بوسنی و هرزگوین
- اندونزی
- مقدونیه شمالی - The launcher is produced by Eurokompozit Prilep while the rocket is produced by Sloboda Čačak[۸]
- مونته‌نگرو
- صربستان

### استفاده‌کنندگان سابق
- کرواسی - Withdrawn from use, replaced by Swedish made AT4.
- اسلوونی - Withdrawn from use, replaced by German made MATADOR.
- یوگسلاوی - Passed on to successor states.
- زئیر